# Yi San-hae
Yi San-hae, né le 20 juillet 1539 à Séoul et mort le 23 août 1609 est un lettré et un homme politique coréen. Son nom de plume est Agye (아계, 鵝溪), son nom de courtoisie Yeosu (여수; 汝受). Il a été  premier ministre du roi Seonjo de la dynastie Joseon en 1590 - 1591, 1592 et 1599 – 1602. Il était un des piliers de la faction des septentrionaux (bugin).

## Œuvres
- « Agye jip » (아계집, 鵝溪集)

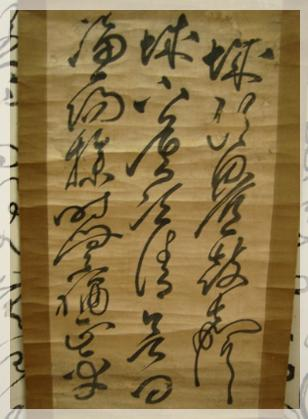
Une lettre d'Agye

- « Agye yugo » (아계유고, 鵝溪遺稿). Une collection de poèmes et de textes en trois fascicules[1], un important compte-rendu des évènements de la guerre Imjin[2].